# Вирфус
Вирфус (нем. Wirfus) — коммунав Германии, в земле Рейнланд-Пфальц. 
Входит в состав района Кохем-Целль. Подчиняется управлению Кохем-Ланд.  Население составляет 183 человека (на 31 декабря 2010 года). Занимает площадь 4,65 км².